# Bicyclus jefferyi
Bicyclus jefferyi е вид пеперуда от семейство Nymphalidae. Видът не е застрашен от изчезване.

## Разпространение
Разпространен е в Бурунди, Демократична република Конго, Замбия, Кения, Руанда, Танзания и Уганда.